# NGC 7327
NGC 7327 је појединачна звезда у сазвежђу Пегаз која се налази на NGC листи објеката дубоког неба.
Деклинација објекта је + 34° 27' 47" а ректасцензија 22h 36m 46,8s. Привидна величина (магнитуда) објекта NGC 7327 износи 14,0 а фотографска магнитуда 12,2.